# SunOS
SunOSはサン・マイクロシステムズ（サン）が4.1cBSDをベースとして開発したUNIXオペレーティングシステム (OS) の一種である。後にSolarisと名を変えSunOSはOSのカーネルの名称となっている。

## 歴史
1983年、BSDの創始者であり同開発グループの中心メンバーであったBill Joyがサンを設立するにあたり、新たに開発したOSであり、4.1cBSDがベースとなっている。SunOSはNISやNFSなどの今日のUNIXシステムにおいて標準となった技術を次々に実装して着実にバージョンアップを重ねていった。
1987年、サンとAT&Tは提携し、標準のUNIXシステムの開発を進める事を発表した。その後、1989年にAT&TからAT&T System V Release 4の発表、そしてSolaris 1.1.2 (SunOS 4.1.4) を最後にSystem Vへと全面移行することとなった。System Vに移行したSolaris 2.x以後では、カーネルの名称はSunOS 5.xとなった。
| SunOS バージョン | リリース時期 | コードベース                | 解説                                                                                             |
| ---------------- | ------------ | --------------------------- | ------------------------------------------------------------------------------------------------ |
| Sun UNIX 0.7     | 1982年       | UniSoft UNIX v7             | MC68000ベースのSun-1システムに同梱                                                               |
| SunOS 1.0        | 1983年       | 4.1BSD                      | MC68010ベースのSun-1およびSun-2システムをサポート                                                |
| SunOS 1.1        | 1984年4月    | 4.1BSD                      |                                                                                                  |
| SunOS 1.2        | 1985年1月    | 4.1BSD                      |                                                                                                  |
| SunOS 2.0        | 1985年5月    | 4.2BSD                      | 仮想ファイルシステム (VFS) とNFSプロトコルの導入                                                 |
| SunOS 3.0        | 1986年2月    | 4.2BSD + System V IPC       | MC68020ベースのSun-3シリーズ対応。オプションでSystem Vのユーティリティと開発用ライブラリが付属。 |
| SunOS 3.2        | 1986年9月    | 3.0に4.3BSDの一部機能を追加 | Sun-4 シリーズ対応。                                                                             |
| SunOS 3.5        | 1988年1月    | 3.0に4.3BSDの一部機能を追加 |                                                                                                  |
| SunOS 4.0        | 1988年12月   | 4.3BSD + System V IPC       | 新仮想記憶システム、動的リンクライブラリ、自動マウント機能、System V STREAMS I/O。Sun386i対応。  |
| SunOS 4.0.1      | 1988年       | 4.3BSD + System V IPC       |                                                                                                  |
| SunOS 4.0.2      | 1989年9月    | 4.3BSD + System V IPC       | Sun386i向けのみ                                                                                  |
| SunOS 4.0.3      | 1989年5月    | 4.3BSD + System V IPC       |                                                                                                  |
| SunOS 4.0.3c     | 1989年6月    | 4.3BSD + System V IPC       | SPARCstation 1 (Sun-4c) 向けのみ                                                                 |
| SunOS 4.1        | 1990年3月    | 4.3BSD + System V IPC       |                                                                                                  |
| SunOS 4.1e       | 1991年4月    | 4.3BSD + System V IPC       | Sun-4e向けのみ                                                                                   |
| SunOS 4.1.1      | 1990年3月    | 4.3BSD + System V IPC       | OpenWindows 2.0を同梱                                                                            |
| SunOS 4.1.1B     | 1991年2月    | 4.3BSD + System V IPC       |                                                                                                  |
| SunOS 4.1.1.1    | 1991年7月    | 4.3BSD + System V IPC       |                                                                                                  |
| SunOS 4.1.1_U1   | 1991年11月   | 4.3BSD + System V IPC       | Sun-3/3x向けのみ                                                                                 |
| SunOS 4.1.2      | 1991年12月   | 4.3BSD + System V IPC       | マルチプロセッシング (SPARCserver 600MP) 対応。初のCD-ROMのみのリリース                          |
| SunOS 4.1.3      | 1992年8月    | 4.3BSD + System V IPC       |                                                                                                  |
| SunOS 4.1.3C     | 1993年11月   | 4.3BSD + System V IPC       | SPARCclassic/SPARCstation LX向けのみ                                                             |
| SunOS 4.1.3_U1   | 1993年12月   | 4.3BSD + System V IPC       |                                                                                                  |
| SunOS 4.1.3_U1B  | 1994年2月    | 4.3BSD + System V IPC       | Y2K対応                                                                                          |
| SunOS 4.1.4      | 1994年11月   | 4.3BSD + System V IPC       | SunOS 4の最後のリリース                                                                          |
| SunOS 5.x        | 1992年6月 -  | SVR4                        | Solarisを参照                                                                                    |

SunOS 1と2はSun-2シリーズをサポートしており、Sun-1のCPU基板を（MC68010に）アップグレードしたSun-2も含んでいた。SunOS 3はSun-2とSun-3シリーズ (MC68020) をサポートしていた。SunOS 4はSun-2（4.0.3まで）、Sun-3（4.1.1まで）、Sun386i（4.0、4.0.1、4.0.2のみ）、Sun-4 (SPARC) アーキテクチャをサポートしていた。SunOS 4はSPARCプロセッサを完全サポートした最初のリリースだったが、Sun-4システムはSunOS 3.2でも一部サポートされていた。
SunOS 4.1.2はサン初のマルチプロセッシングマシンである sun4mアーキテクチャをサポートした (SPARCserver 600MP)。カーネルは1つのロックしかなく、1度に1つのCPUだけがカーネルを実行できる方式であった。
最後のリリースは1994年の4.1.4 (Solaris 1.1.2) である。sun4、sun4c、sun4mはサポートされていたが、sun4dはサポートされていない。
SunOS 4.1.3および4.1.4は1998年12月27日まで出荷され続けた。保守サポートは2003年9月30日に終了した。

## "SunOS" と "Solaris"

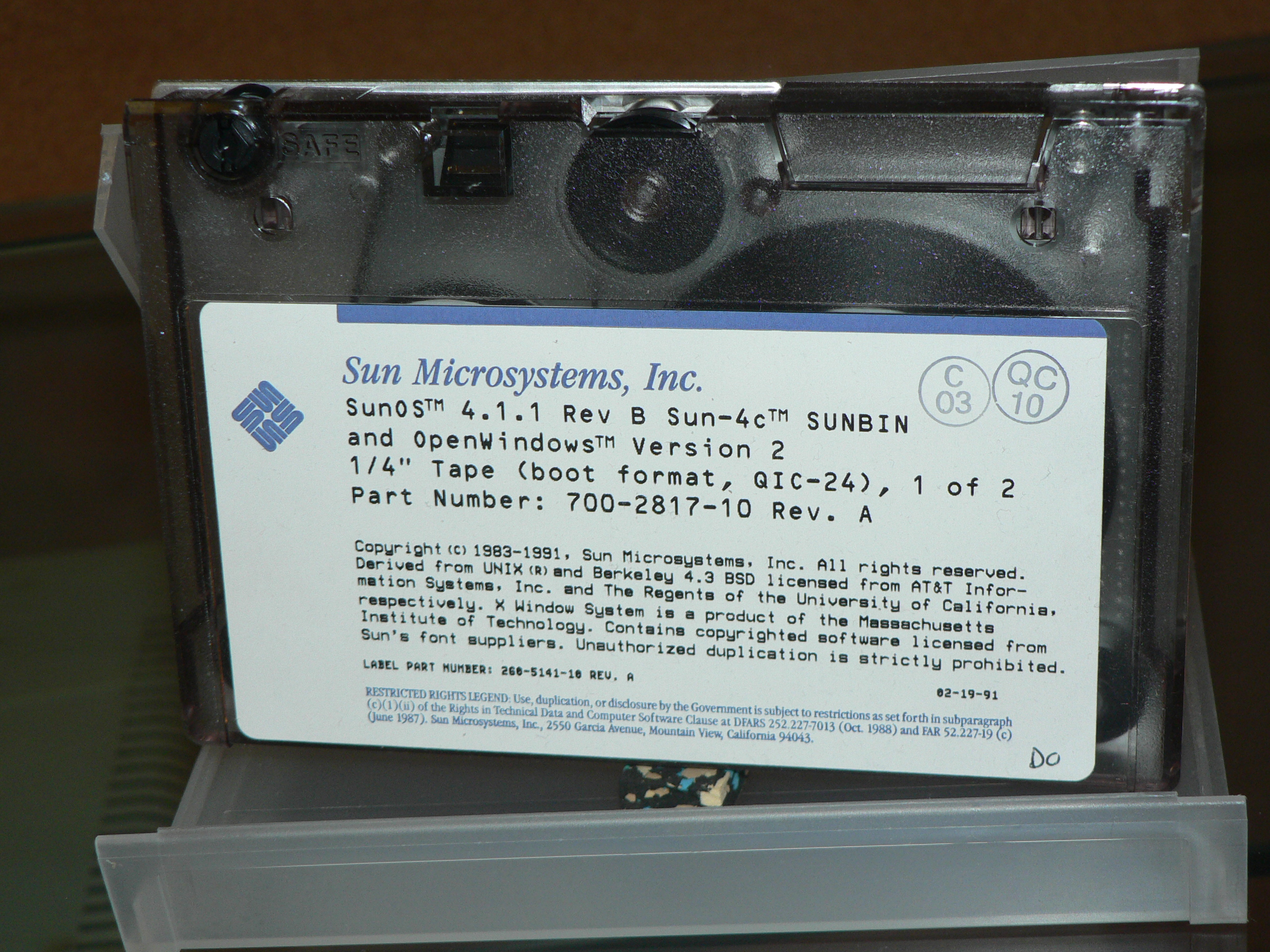
SunOS 4.1.1インストール媒体（磁気テープ）

1987年、AT&Tとサンは、当時最も一般的なUNIXであったBSD（SunOS固有の機能も含む）とSystem VとXENIXを統合する共同プロジェクトの開始を発表した。その成果がSystem V Release 4 (SVR4) である。
1991年9月4日、サンは次のOSメジャーリリースはBSDのコードベースからSVR4ベースへの切り替えを行うことを発表した。このリリースを社内ではSunOS 5と呼んでいたが、対外的にはこの時点からSolarisの呼称を使い始めた。また、このブランド名はSunOSだけを指すのではなく、OpenWindowsデスクトップ環境とOpen Network Computing (ONC) 機能を包含したものだとした。
SVR4ベースのOSは翌年まで大量出荷されないと見られていたが、サンは既存のSunOS 4（およびOpenWindows）にもSolarisの名前を使い始めた。例えば、SunOS 4.1.1はSolaris 1.0と改称され、SunOS 5.0はSolaris 2.0の一部とされた。SunOS 4.1.xは1994年までリリースが継続され、それぞれにSolaris 1.xという名称も付与された。バージョン番号の対応は単純ではない。以下に対応表を示す。
| SunOSバージョン      | Solarisバージョン  | OpenWindowsバージョン |
| -------------------- | ------------------ | --------------------- |
| 4.1.1 4.1.1B 4.1.1.1 | 1.0                | 2.0                   |
| 4.1.2                | 1.0.1              | 2.0                   |
| 4.1.3                | 1.1 SMCC Version A | 3.0                   |
| 4.1.3C               | 1.1C               | 3.0                   |
| 4.1.3_U1             | 1.1.1              | 3.0_U1                |
| 4.1.3_U1B            | 1.1.1B             | 3.0_U1B               |
| 4.1.4                | 1.1.2              | 3.0_414               |

SunOS 5はSolarisとして認知されているが、OS立ち上げ時などはSunOS 5の名称が表示されたり、unameコマンドの出力やmanページのフッターなどにも古い名称が見られた。
SunOS 5.x以降は、Solarisのバージョン番号との対応は単純で、マイナー番号が同じになっている。例えばSolaris 2.4はSunOS 5.4に対応する。しかし、Solaris 2.6 以降、"2." が表示されなくなり、従来のマイナー番号だけが表示されるようになった。したがって、Solaris 10はSunOS 5.10に対応する。

## ユーザインタフェース
初期の SunOS に同梱されたGUI環境は、SunTools（後のSunView）とNeWSである。1989年、サンはOPEN LOOK準拠のX11ベースの環境であるOpenWindowsをリリースした。これにはSunViewとNeWSのアプリケーションサポート機能も含まれている。OpenWindowsはSunOS 4.1.1でデフォルトのGUIとなった。